# Rhopalogaster albidus
Rhopalogaster albidus är en tvåvingeart som beskrevs av Scarbrough och Perez-gelabert 2006. Rhopalogaster albidus ingår i släktet Rhopalogaster och familjen rovflugor. Inga underarter finns listade i Catalogue of Life.